# Riwnynne
Riwnynne (ukr. Рівнинне) – osiedle na Ukrainie, w obwodzie winnickim, w rejonie chmielnickim, w hromadzie Kalinówka. W 2001 liczyło 274 mieszkańców, spośród których 268 wskazało jako ojczysty język ukraiński, a 6 rosyjski.